# اچ‌ام‌اس راکهام (ام۲۷۲۲)
اچ‌ام‌اس راکهام (ام۲۷۲۲) (به انگلیسی: HMS Rackham (M2722)) یک کشتی بود. این کشتی در سال ۱۹۵۶ ساخته شد.